# Caveirão

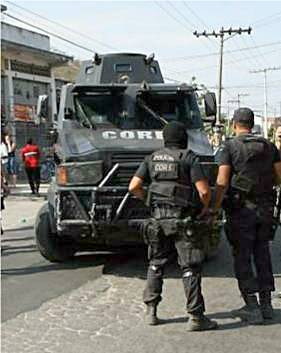

Caveirão (portug. für „großer Totenkopf“) ist eine umgangssprachliche Bezeichnung eines bestimmten, gepanzerten Fahrzeuges in Brasilien. Genutzt wird dieses Gefährt von speziellen Polizeikräften des Bundesstaates Rio de Janeiro. Der offizielle Name lautet in portugiesischer Sprache Veículo Blindado de Transporte de Pessoal, was „gepanzerter Mannschaftstransporter“ bedeutet.

## Aufbau des Fahrzeugs
Der Caveirão ist den Sonderwagen der deutschen Polizeien und des früheren BGS ähnlich. Jedoch handelt es sich beim Caveirão nicht um einen echten Panzer, sondern lediglich um ein Unterstützungsfahrzeug ohne allzu spezielle Zusatzausstattung. Das Fahrzeug hat weder Minenschutz noch eine Maschinengewehr-Lafette oder gar eigene Bewaffnung. Verglichen mit einem Späh- oder Transportpanzer ist ein Caveirão verhältnismäßig einfach beschaffen: Ein ziviles LKW-Fahrgestell von Ford erhält lediglich einen eigenen Aufbau und dieser eine teilweise Panzerung. Diese Panzerung gewährt Schutz gegenüber Sturm- und Maschinengewehrbeschuss der Kaliber 7,62 × 51 mm NATO, 7,62 × 39 mm sowie .223 Remington. Der Caveirão verfügt über schießschartennähnliche Auslässe an den Seiten. Sie erlauben es den Fahrzeuginsassen, aus dem geschützten Innenraum heraus zu schießen. Dies ermöglicht beispielsweise einen gedeckten Rückzug. Weiter gibt es über dem Mannschaftsraum einen kleinen, verglasten Turm, welcher als Ausguck dient.
Ein optisches Merkmal der Fahrzeuge ist ihre schwarze Lackierung. Weiter prangt auf den Seiten der Fahrzeuge das Logo des BOPE. Dieses Logo besteht aus zwei gekreuzten Pistolen hinter einem Totenkopf, der von einem Dolch durchbohrt wird. Hiervon rührt der Spitzname des Fahrzeuges, Caveirão, her. Als weiter charakteristisch für dieses Fahrzeug erachtet werden die Lautsprecher, deren Geräusche ein Herannahen des Caveirão verheißen.

## Einsatzspektrum des Caveirão
Hauptaufgabe des Caveirão ist der geschützte Transport von Polizeikräften und anderen Personen, ebenso der Rücktransport Verwundeter aus Gefahrbereichen. Vornehmlich zählen dazu die Territorien organisierter Kriminalität sowie das Vorgehen gegen Kontrahenten mit schwerer Bewaffnung und ähnliche Einsätze, welche von normalen Polizeistreifen nicht mehr bewältigt werden können. Hierbei unterstützt der Caveirão Interventionen und taktisches Vorgehen in den favelas genannten Armenvierteln. Dort geht es vor allem um die Bekämpfung des Drogenhandels. Für die gesamten Polizeioperationen sind besagte Fahrzeuge nur teilweise von Bedeutung, da sich die eigentlichen Einsätze auch in Gebäuden und vielfach in den verwinkelten Gassen zutragen, welche aufgrund ihrer Beschaffenheit und der häufigen Lage der Favelas an Berghängen und relativ engen Gassen für viele Kraftfahrzeuge nur bedingt zugänglich sind.

## Bewertung und Kritik
Der Sinn und Zweck des Fahrzeuges Caveirão und dem damit verbundenen, polizeilichen Wirken wird von der Gesellschaft unterschiedlich bewertet. Einerseits spricht vieles für die Fortführung und Ausweitung dieser speziellen Polizeieinsätze, binnen welcher der Caveirão vorwiegend zum Schutz der Gesetzeshüter eingesetzt wird. Andererseits gibt es Befürworter für eine sofortige Abschaffung besagter Einsätze, weil diese Polizeieinsätze oft einen sehr gewalttätigen Verlauf nehmen und mit ihnen auch verschiedene Verstöße gegen Menschenrechte einhergehen würden.
Gemäß Schätzungen der Secretaria de Estado de Segurança Pública („Sekretariat des Bundesstaates mit dem Zuständigkeitsbereich Öffentliche Sicherheit“, also eine Art Innenministerium) erbrachte die Verwendung der Caveirão-Fahrzeuge etwa eine Halbierung der Zahl der im Anti-Drogen-Krieg getöteten Polizisten.
Eine gewisse Bekanntheit über die Grenzen Rio de Janeiros hinaus erlangte das Fahrzeug sowie die es einsetzende Einheit des BOPE durch verschiedene Medien, etwa den auf einem Buch basierenden Kinofilm Tropa de Elite.